# Koekoek (vogel)
De koekoek (Cuculus canorus) is een vogelsoort uit de familie van de koekoeken (Cuculidae). Hij plant zich in de zomer voort in een groot deel van het Palearctisch gebied en overwintert in het Afrotropisch gebied en het Oriëntaals gebied. De koekoek is een broedparasiet; het vrouwtje legt haar eieren in nesten van andere vogelsoorten en laat de jongen door die andere soort uitbroeden en verzorgen.

## Naam
De wetenschappelijke naam van de soort werd in 1758 gepubliceerd door Carl Linnaeus. De naam 'canorus' is Latijn voor 'welluidend'. De geslachtsnaam Cuculus is een onomatopee die, net als in het Nederlands, verwijst naar de opvallende roep van het mannetje, die ongeveer klinkt als een hol aanhoudend "goe-koeh" geluid, waarbij het begin op iets hogere toon is dan het eind. Ook in veel andere talen is de naam van de vogel gebaseerd op het geluid, zie het kopje Samenleving en cultuur.

## Kenmerken
De koekoek is een slanke vogel met spitse vleugels en een lange afgeronde staart. Met een lengte tussen 32 en 36 centimeter is hij ongeveer zo groot als een houtduif. De koekoek is een zygodactyle vogel, waarbij twee tenen naar voren, en twee naar achteren wijzen. Door de spitse vleugels lijkt de vogel in de vlucht op een sperwer. Hij vliegt met gelijkmatige vleugelslagen waarbij de vleugels nauwelijks boven het lichaam worden geheven. De naar beneden gebogen snavel wordt hierbij naar voren gestrekt. De koekoek zit vaak op leidingen en masten waarbij de vleugels iets neerhangen en de staart iets wordt geheven. Daardoor lijkt de vogel gedrongen en kortpotig.
Volwassen mannetjes zijn op de rug, de buik en de kop gelijkmatig blauwgrijs zonder tekening. Aan de onderkant is de blauwgrijze borst scherp van de dungestreepte buik afgescheiden. De lange staart heeft een getrapte tekening, de staartveren hebben een dunne witte eindzoom. De iris en de snavelbasis zijn heldergeel, de rest van de snavel is donkergrijs.
Jonge dieren hebben gele poten. De iris is donkerbruin en de snavelbasis heldergeel, de rest van de snavel is hoorngrijs. Een jonge vogel kan worden herkend aan een witte vlek in de nek. De buik heeft dunne dwarsstrepen, ongeveer als een sperwer. Verder is de onvolwassen vogel leigrijs met hier en daar een roestbruine vlek. Het gehele verenkleed heeft dunne donkere dwarsstrepen. De kleine en grote dekveren hebben een dunne witte eindzoom.
Volwassen vrouwtjes komen in twee vormen voor. De grijze vorm lijkt sterk op het mannetje, maar heeft een meer roestbruine tot gelige kleur en dunne donkere dwarsstrepen op de borst. De bruine vorm is zeldzamer en is op rug en borst roestbruin. De veren hebben verder donkere dwarsstrepen. De staart lijkt op die van de jonge torenvalk en heeft een dunne witte eindzoom. De iris en snavelbasis zijn lichtbruin.

## Zang
De koekoek roept zijn eigen naam, wat ongeveer klinkt als een hol aanhoudend "goe-koeh", waarbij het begin met iets meer nadruk en op iets hogere toon is. De roep wordt enkel door het mannetje geuit en is een echte territoriumroep, die van april tot in juli wordt geroepen vanaf een hoge zitplaats.
In de vlucht zingt de koekoek lager en ook het interval is dan kleiner. Zodra de vogel gaat zitten, zingt hij eerst een tijdje vals en corrigeert dan geleidelijk de toonhoogte van de hogere noot. De toonhoogte tussen de twee noten varieert tussen minder dan een kleine terts tot bijna een kwart.
Wanneer een mannetje een vrouwtje achtervolgt, laat hij een "hach hachhach" horen. Het vrouwtje laat heel zelden een trillerig geluid horen, dat klinkt als "srii srii". Jonge vogels bedelen zelfs nog tijdens de trek met een doordringend "psrieh".

## Ondersoorten en verspreidingsgebied
De koekoek komt voor in de gematigde boreale zone van Eurazië, van West-Europa en Noord-Afrika tot Kamtsjatka en Japan. De koekoek komt overal in Europa voor, met uitzondering van IJsland (zie kaartje boven).
Van de koekoek worden vier ondersoorten onderscheiden:
- C. c. canorus: Europa en het Midden-Oosten tot Kamtsjatka, Japan en noordelijk China.
- C. c. bangsi: Iberisch Schiereiland en Noord-Afrika.
- C. c. subtelephonus: Turkmenistan tot zuidelijk Mongolië.
- C. c. bakeri: van westelijk China en noordelijk India tot zuidelijk China en noordwestelijk Thailand.

Hij heeft een voorkeur voor overzichtelijke, gevarieerde en open landschappen met zitplaatsen.
Door het verdwijnen van dergelijke landschappen neemt het aantal koekoeken af. Hij bewoont biotopen boven de boomgrens maar ook het duinengebied langs de zee en alle biotopen daartussen: halfwoestijn, open en gesloten loof- en naaldbossen, struikgewas en hoogveen.
Ook in steden met veel parken is de koekoek te vinden, echter niet in dichtbebouwde centra. Hierbij is van groot belang dat de waardvogel in wiens nest de koekoek haar ei legt, er voorkomt. Komt de waardvogel in een gebied niet voor dan zal de koekoek er alleen maar verschijnen op doortrek of om er voedsel te zoeken.

## Trek
In heel West-Europa is de koekoek een uitgesproken zomervogel. Het winterkwartier bevindt zich in Afrika ten zuiden van de Sahara. Daar geeft hij de voorkeur aan de nabijheid van water en savannegebieden met acaciabegroeiing.
Begin augustus verlaten zowel de oude als de jonge dieren West-Europa en keren meestal in de tweede helft van april terug. In Scandinavië keren de dieren pas begin mei terug.
Zoals veel trekvogels vliegt de koekoek voornamelijk 's nachts waarbij op de terugweg per etmaal zo'n 50 kilometer wordt afgelegd. De route voert midden over de Middellandse Zee.
Een koekoek, voorzien van een zender, vertrok in juni 2019 uit Mongolië, nabij het Hentigebergte, naar Zambia in Afrika en keerde in mei 2020 terug. De reis was over een totale afstand van 26.000 km, een van de grootste afgelegde afstanden gemeten over land voor een vogel.

## Bestand en bestandsontwikkeling
Het aantal broedparen in Europa wordt geschat op 4,2 tot 8,6 miljoen.
Er zijn weinig gegevens bekend over langere perioden. De bestandsschommelingen zijn echter sterk afhankelijk van die van de waardvogels. Lokale aantallen kunnen van jaar tot jaar met 100 procent verschillen.
In nagenoeg alle landen van West- en Centraal-Europa wordt melding gemaakt van teruglopende aantallen. In Engeland is het aantal gedurende de laatste 30 jaar met 60 procent teruggelopen.
In Oost-Europa schijnt het aantal nog stabiel te zijn.

### Natuurbeschermingsstatus in Nederland en Vlaanderen
Volgens SOVON daalde het aantal Nederlandse broedparen in de periode 1990-2007; dit bedroeg in 2007 ongeveer 6 tot 8 duizend. De koekoek staat nog als niet bedreigd op de internationale Rode Lijst van de IUCN, maar is in 2004 als kwetsbaar op de Nederlandse Rode Lijst gezet. Ook in Vlaanderen gaat het niet goed met hem: op de Vlaamse Rode Lijst staat hij als achteruitgaand (gevoelig).
Voornaamste oorzaak voor de teruggang van de koekoek is de uitdunning van het bestand van zijn waardvogels. Dit is het gevolg van verstoring en vernietiging van het leefgebied door landbouw. Verder heeft het ook sterke afnemen van aantallen vlinders en kevers ten gevolge van gebruik van gifstoffen een nadelig effect op het aantal koekoeken.

## Voeding
De koekoek is nagenoeg uitsluitend een insecteneter. Hij eet voornamelijk rupsen, waaronder behaarde soorten die door andere vogels niet worden opgegeten. Verder veel kevers (ook de larven), krekels, sprinkhanen, oorwormen en libellen. Vrouwtjes eten regelmatig zangvogel-eitjes. Kleinere reptielen, zoals slangen en hagedissen worden niet versmaad.
De jonge dieren worden door hun waardvogel gevarieerd gevoerd.

## Voortplanting

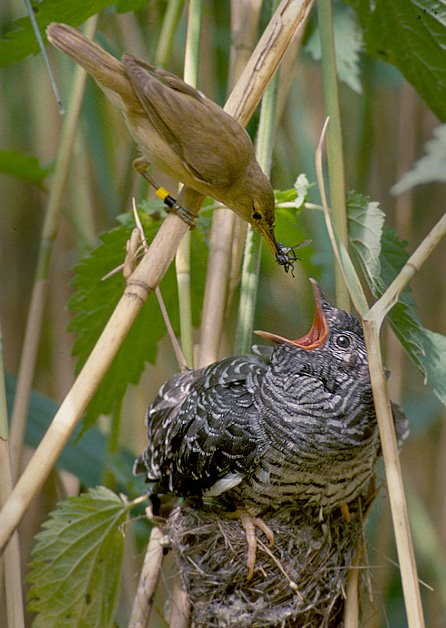
Jonge koekoek op het nest van de kleine karekiet; het nest is al veel te klein

De koekoek wordt in het tweede levensjaar geslachtsrijp. De volwassen koekoeken arriveren vaak na hun favoriete waardvogel in het broedgebied, zodat die hun territorium al hebben bezet. Het vrouwtje legt begin juni zo'n 10 tot 25 eieren in verschillende nesten, echter steeds maar één ei per nest, meestal een zangvogelnest.
Favoriete waardvogels zijn de kleine karekiet, heggenmus en graspieper. Daarna volgen de witte kwikstaart, rietzanger, bosrietzanger, gekraagde roodstaart, tuinfluiter en vele andere. Opmerkelijk is dat de roodborst en winterkoning in Nederland geen waardvogel zijn, terwijl dat in Duitsland wel het geval is.
In totaal zijn er in Europa meer dan 100 verschillende waardvogelsoorten bekend waarvan echter maar zo'n 45 soorten succesvol zijn in het grootbrengen van een jonge koekoek. In 10 tot 30 procent van de gevallen wordt een geparasiteerd nest door de waardvogel opgegeven.
De kleur en afmeting van het koekoeksei is aangepast aan die van de betreffende waardvogel. In de vrouwelijke afstammingslijn heeft het koekoeksvrouwtje een voorkeur voor een bepaalde waardvogelsoort. Er is echter geen sprake van rassen met deze voorkeur, omdat het mannetje geen voorkeur kent. Het begin van de legperiode varieert sterk omdat die wordt gesynchroniseerd met die van de waardvogel. De parasiteringsgraad kan variëren van minder dan 1 procent tot soms wel meer dan 80 procent.
Als het vrouwtje een geschikt nest heeft gevonden, wordt het ei binnen enkele seconden gelegd. Doordat ze de eileider vanuit de cloaca kan verlengen kan ze het ei zelfs in de kleine opening van bijvoorbeeld het nest van een winterkoning leggen. Vaak neemt het vrouwtje na het leggen van het ei een ei van de waardvogel mee in de snavel. Soms worden meerdere eieren verwijderd voordat het eigen ei wordt gelegd.
Na een broedtijd van ongeveer twaalf dagen komt de jonge koekoek uit het ei. De aanraking door de andere nestlingen zetten hem er toe aan deze uit het nest te werpen. Nog maar enkele uren oud duikt hij onder de andere in het nest liggende eieren en jonge vogels totdat deze zich boven een zeer aanraakgevoelige groef op de rug bevinden. Vervolgens schuift hij deze met een rukkende beweging over de nestrand, net zo lang tot hij de enige bewoner van het nest is. Hierbij houdt hij zich met zijn klauwen vast aan de nestrand om niet met zijn slachtoffer over de rand te vallen.
De meeste vogelouders stemmen de hoeveelheid voedsel af op de hoeveelheid opengesperde bekjes in het nest. De jonge koekoek kan echter het ontbreken van de andere jonge vogels compenseren door snelle geluidssignalen te produceren. Ook de grote oranjerode keel stimuleert de waardvogel.
Na ongeveer 20 dagen vliegt de jonge vogel uit. De jonge koekoek wordt vaak aanzienlijk groter dan zijn pleegouders. Het is niet ongebruikelijk dat men een jonge, pas uitgevlogen, koekoek bedelend op een paaltje ziet zitten. De veel kleinere waardouder landt vervolgens op de rug van het jonge dier om het te voeren.

## Samenleving en cultuur
Door de opvallende kenmerken van de koekoek, de roep en het broedparasitisme, duikt de vogel in uiteenlopende talen en cultuuruitingen op.

### Benaming
In het Nederlands is de naam een onomatopee van de roep, mogelijk beïnvloed door de Latijnse en Oudfranse benamingen cuculus en cucu. In het hedendaags Frans, Duits en Engels is het coucou, Kuckuck en cuckoo. In het Russisch en Pools is het Кукушка [Koekoesjka] en Kukułka.
Een eenlettergrepige Germaanse aanduiding is waarschijnlijk eveneens een klanknabootsing. Deze bestaat nog in Duitsland (Gauch, gewestelijk) en in Noord-Germaanse talen, onder andere in het Deens (gøg) en het Noors (gjøk of gauk). Cognaten in oudere talen duiden op de vogel, maar betekenen soms ook 'zot': Oudsaksisch (gāk of gōk), Middelnederduits (gōk) Oudhoogduits (gouh), Oudengels (gēac), Middelengels (yeke en gowke). Het Middelnederlandse woord gooc of gōk is alleen bekend als 'zot, dwaas' en is nog te herkennen in goochelen en ook in kukelen, wat oorspronkelijk bedriegen betekende. Verondersteld wordt, dat dit verband houdt met de koekoek, de aartsbedrieger onder de dieren.
Veel dieren die een vergelijkbare vorm van broedparasitisme vertonen, zijn naar de koekoek genoemd, zoals koekoekshommels, gewone koekoekswespen en de koekoekseend.
De buurtschap Koekoek in Limburg en de koekoeksklok zijn eveneens naar de vogel genoemd. Geen duidelijk verband is er echter met de koekoek in de bouwkunde; die benaming komt van het Duitse gucken, gluren, kijken.

### Uitdrukkingen
In het Nederlands komt de koekoek voor in enkele standaarduitdrukkingen, zoals Daarvoor dankt je de koekoek, Dat raadt je de koekoek en Dat haalt je de koekoek. Met de koekoek wordt hier de duivel bedoeld. Een buitenechtelijk kind wordt een koekoeksjong genoemd en de term koekoeksgraad duidt op het percentage kinderen dat genetisch gezien buitenechtelijk is, wat sterk kan verschillen van het administratieve percentage.
Het Oudfranse cucut betekende 'hoorndrager, gehoornde', evenals het Franse cocu 'hoorndrager, bedrogen echtgenoot'. De Engelse uitdrukking one flew over the cuckoo's nest (eentje vloog er over het koekoeksnest) verwijst naar iemand met bizar gedrag, want zo'n nest bestaat niet. 

### Muziek
De opvallende roep van de koekoek heeft veel componisten geïnspireerd:
- Le coucou – Louis-Claude d'Aquin
- De Pastorale (6e symfonie): aan het einde van het 2e deel roepen de nachtegaal, de kwartel en de koekoek – Ludwig van Beethoven
- Vioolsonate in A-majeur (derde deel: CuCu) – Heinrich von Biber
- Orgelconcert nr. 13 in F-majeur De koekoek en de nachtegaal – Georg Friedrich Händel
- De speelgoedsymfonie – Leopold Mozart
- Gli uccelli, Il cuccù – Ottorino Respighi
- Le coucou au fond du bois in Le Carnaval des Animaux – Camille Saint-Saëns